# 台中耳蕨
台中耳蕨（学名：Polystichum taizhongense）为鳞毛蕨科耳蕨属下的一个种。

## 扩展阅读
- 維基物種上的相關：台中耳蕨